# The Inpatient
The Inpatient é um jogo de terror psicológico desenvolvido pela inglesa Supermassive Games e publicado pela japonesa Sony Interactive Entertainment para o PlayStation 4 e o seu headset de realidade virtual PlayStation VR. O jogo foi lançado no dia 21 de novembro de 2017 e relata os eventos acontecidos 60 anos antes dos eventos de Until Dawn.

## Jogabilidade
The Impatient é um horror de sobrevivência jogado a partir de uma perspectiva de primeira pessoa. O jogador controla um paciente (cujo sexo e cor da pele é escolhido pelo jogador) sofrendo de amnésia dentro do Sanatório Blackwood, tentando recuperar suas memórias. O personagem do jogador é visível se o jogador olhar para baixo com o PlayStation VR. Personagens não-jogáveis reagem através de reconhecimento de voz. O desfecho da história é inteiramente conseqüente das decisões que foram feitas durante o jogo.

## Desenvolvimento
A desenvolvedora de The Inpatient  é a Supermassive Games, que usou a Unreal Engine 4 em sua criação. O jogo funciona como um pré-sequência para Until Dawn de 2015, dentro do Sanatório sessenta anos antes dos acontecimentos do jogo original. Nik Bowen, Graham Reznick e Larry Fessenden foram novamente os diretores e escritores, respectivamente. Para chamar subconscientemente os jogadores na história, a Supermassive Games empregou elementos de terror psicológico, que incluíram a gravação em três dimensões de áudio binaural para complementar o visual.

## Lançamento
Ele foi anunciado com um trailer na E3 de 2017 exclusivamente para PlayStation 4 com suporte para o PlayStation VR em 21 de novembro de 2017, na América do Norte e 22 de novembro na Europa.